# União das Freguesias de Meixedo e Padornelos
Die União das Freguesias de Meixedo e Padornelos ist eine portugiesische Gemeinde (Freguesia) im Kreis (Concelho) Montalegre im Norden Portugals.

## Geschichte
Die Gemeinde entstand im Zuge der Gebietsreform vom 29. September 2013 durch die Zusammenlegung der ehemaligen Gemeinden Meixedo und Padornelos.
Meixedo wurde Sitz der neuen Verwaltung.

## Demographie
| Freguesia | Freguesia            | Freguesia | Freguesia       | ehemalige Freguesias | ehemalige Freguesias | ehemalige Freguesias | ehemalige Freguesias |
| --------- | -------------------- | --------- | --------------- | -------------------- | -------------------- | -------------------- | -------------------- |
| Wappen    | Freguesia            | Einwohner | Fläche in (km²) | Wappen               | Freguesia            | Einwohner            | Fläche in (km²)      |
|           | Meixedo e Padornelos | 265       | 35,76           |                      | Meixedo              | 209                  | 19,98                |
|           | Meixedo e Padornelos | 265       | 35,76           | Padornelos           | 128                  | 15,78                |                      |